# Skala 2
Skala 2 eller spor 2 er modeltog i størrelsesforholdet 1:22,5. Standardsporvidden svarende til normalspor (1435 mm) er på 64 mm, men i praksis er sporvidden 45 mm svarende til meterspor (1000 mm) væsentligt mere udbredt. Denne variant kaldes for skala 2m eller spor 2m men markedsføres også af flere producenter som skala G eller spor G, hvor G står for det tyske ord groß, stor. Ved skala G gås dog af og til på kompromis med størrelsesforholdet, idet nogle modeller er forstørrede udgaver af tog, der i virkeligheden kører på 750 eller 760 mm sporvidde eller modsat er formindskede udgaver af tog til normalspor.
Oprindeligt blev skalaen betegnet med romertal II og omtales som sådan stadig i den europæiske organisation MOROP's NEM-normer. Til daglig bruges dog også arabertal 2.

## Udbredelse og historie
Grundet størrelsen og dermed pladsbehovet er skala 2 og især 2m mest udbredt som havebaner, dvs. baner anlagt integreret i eller ved en have, hvor der er det nødvendige frirum. Faste indendørs modeljernbaneanlæg er i modsætning til mindre skalaer derimod ikke så udbredt, da selv et forholdsvis lille anlæg hurtigt bliver ret stort. En del vælger dog her at gå sammen i modeljernbaneklubber, der kan leje den nødvendige plads og deltage på udstillinger.
At det især er metersporvarianten skala 2m og den tillempede skala G, der er udbredt, skyldes navnlig firmaet LGB, der i 1968 fik vejrbestandige tog og spor til skala G på programmet. Efterfølgende er andre firmaer som Piko, Peco og Bachmann kommet til. Normalspor er derimod ikke så udbredt, så folk der ønsker at dyrke denne er i højere grad henvist til at bygge selv. Siden starten af 1980'erne er der dog også lavet professionelle modeller til normalspor af bl.a. det tyske firma Magnus.

## Sporvidder
Den europæiske organisation MOROP har medtaget nedenstående sporvidder for skala 2 i deres NEM-normer. Organisationens amerikanske modstykke National Model Railroad Association (NMRA) bruger lidt andre definitioner og betegnelser.
| Skala     | Betegnelse   | Spirvidde i model | Sporvidde i virkeligheden | Omfatter sporvidderne    |
| --------- | ------------ | ----------------- | ------------------------- | ------------------------ |
| 2         | Normalspor   | 64 mm             | 1435 mm                   | fra 1250 mm til 1700 mm  |
| 2m (G)    | Meterspor    | 45 mm             | 1000 mm                   | fra 850 mm til < 1250 mm |
| 2e        | Smalspor     | 32 mm             | 0750 mm, 760 mm og 800 mm | fra 650 mm til < 850 mm  |
| 2i (2f)   | Smalspor     | 22,5 mm           | 0500 mm og 600 mm         | fra 400 mm til < 650 mm  |
| 2p (Gn15) | Parkjernbane | 16,6 mm           | 0381 mm                   | fra 300 mm til < 400 mm  |

Navnlig for skala 2m med sporvidden 45 mm gælder, at normerne skal tages med et vist forbehold. LGB og flere andre producenter bruger således egne firmanormer med størrelsesforhold varierende fra 1:24 til 1:29 og bruger derfor også i stedet betegnelsen skala G. Og ved de officielle normer gælder der forskellige opfattelser på tværs af Atlanterhavet. I de europæiske NEM-normerne skal sporvidden 45 mm forstås som svarende meterspor i størrelsesforholdet 1:22,5, om end det også kan dække både større og mindre virkelige spirvidder. Hos NMRA går man til gengæld ud fra sporvidden 3 fod men med størrelsesforholdene 1:20,3 (Skala Fn3 eller skala G), 1:22,5 (skala G) og 1:24 (skala G)
I praksis bruges sporvidden 45 mm dog også på det europæiske kontinent til tog, der rettelig burde være til skala 2e med 32 mm sporvidde. Det er er tog, der i virkeligheden kører på f.eks. tyske og østrigske smalsporsbaner med en sporvidde på 750 mm eller lignende, men som bare ikke produceres til den tilsvarende sporvidde i model. I stedet laver f.eks. LGB modeller af damplokomotiverne Stainz og Reihe U til sporvidden 45 mm, der som nævnt ovenfor egentlig er beregnet til tog, der i virkeligheden kører på meterspor, til trods for at de to nævnte lokomotiver i virkeligheden er bygget til den noget smallere 760 mm sporvidde.
I Storbritannien er skala 2e til gengæld udbredt, idet man her dog typisk taler om 16 mm scale, hvor 16 mm i model svarer til 1 fod (304,8 mm) i virkeligheden ved størrelsesforholdet 1:19,05. Et betydeligt antal damplokomotiver til denne skala drives i øvrigt med ægte damp, modeller der bl.a. produceres af Mamod.
Endeligt bør det i øvrigt bemærkes, at sporvidden 45 mm er den samme som for normalspor til spor 1 (1:32), der ligeledes kan bruges til havebaner. Det sker derfor af og til, at folk lader togene til de forskellige skalaer køre på samme spor.